# Mario Pinedo
Mario Daniel Pinedo Chore (La Paz, 9 de abril de 1964) é um ex-futebolista boliviano que atuava como meio-campista. Disputou a Copa de 1994, único torneio internacional de sua carreira com a Seleção Boliviana.
Iniciou a carreira em 1985 no Destroyers, onde teve sucesso ao disputar oito temporadas com a camisa dos Cuchuquis. Foram 150 partidas e vinte gols marcados. Ainda teve passagens sem brilho por Oriente Petrolero e Blooming até 1999, quando deixou os gramados aos 35 anos de idade. Na época, Pinedo defendia o Real Santa Cruz.

## Seleção
Pinedo jogou entre 1985 e 1994 pela Seleção da Bolívia, marcando três gols em 22 partidas. Acabou preterido em quatro edições da Copa América, tendo disputado apenas a Copa de 1994, como reserva. Pinedo não disputou nenhuma das três partidas da Bolívia, que caiu na primeira fase.